# Ogyris oroetes
Ogyris oroetes är en fjärilsart som beskrevs av William Chapman Hewitson 1862. Ogyris oroetes ingår i släktet Ogyris och familjen juvelvingar. Inga underarter finns listade i Catalogue of Life.

## Bildgalleri

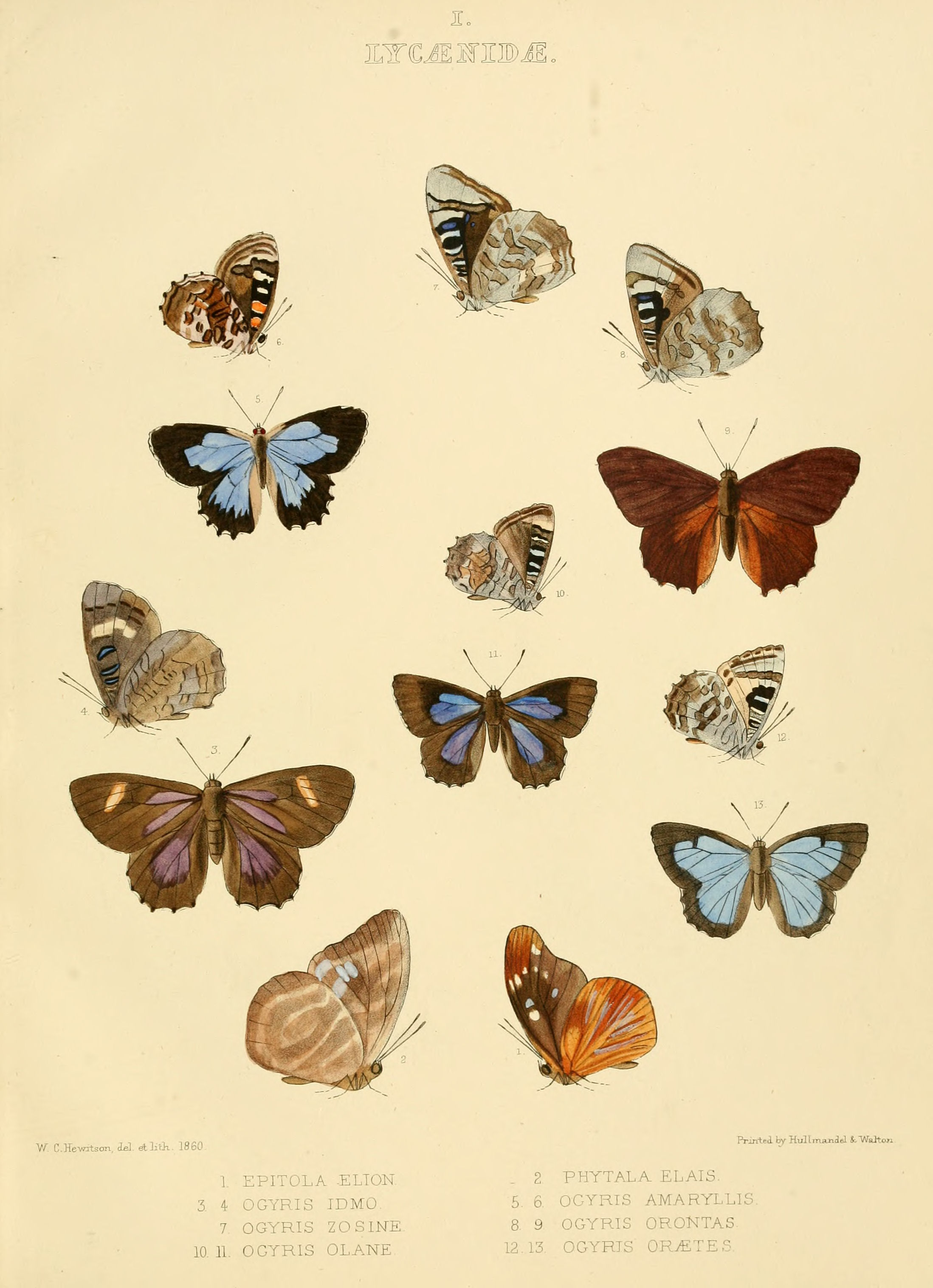
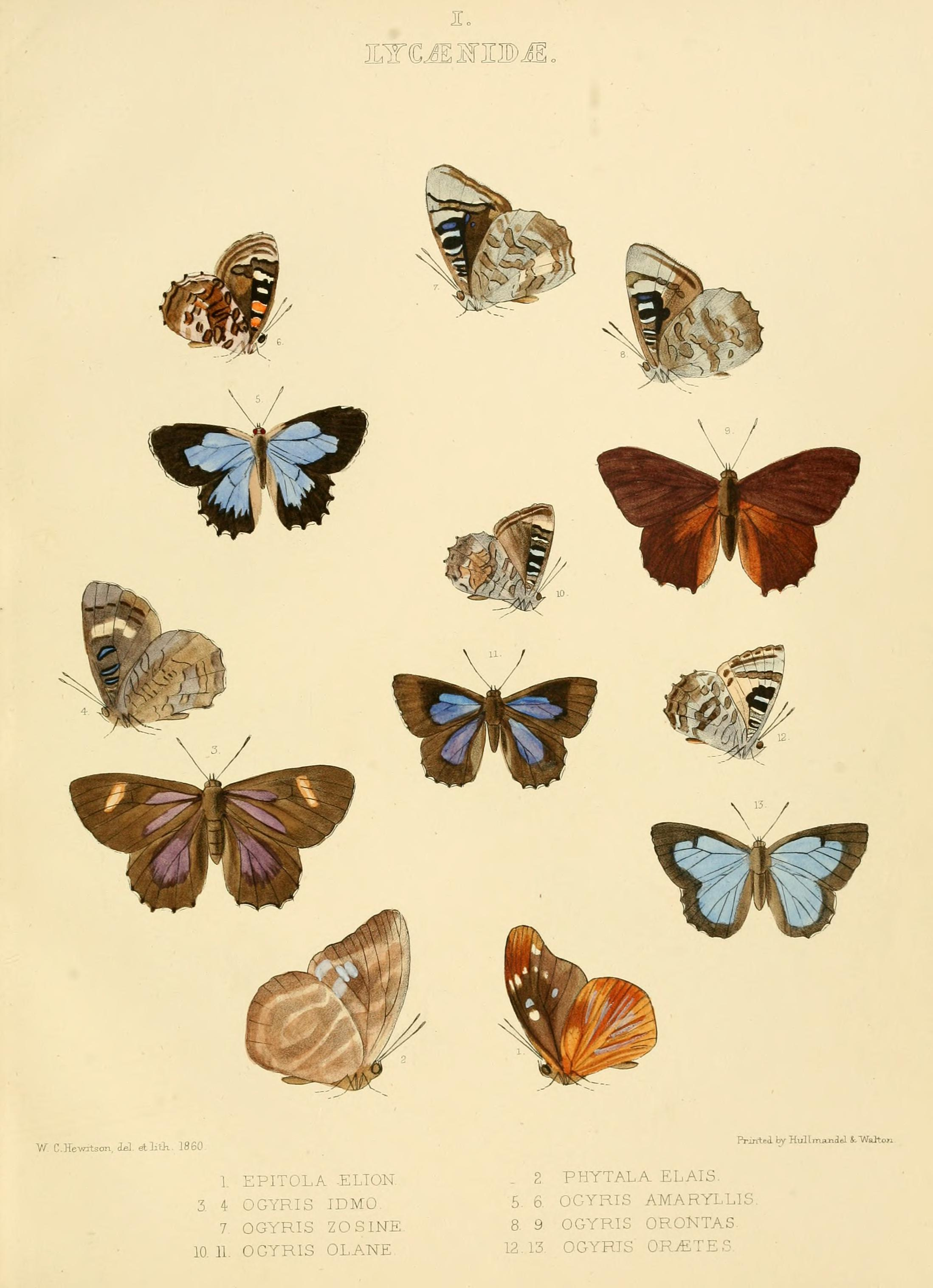
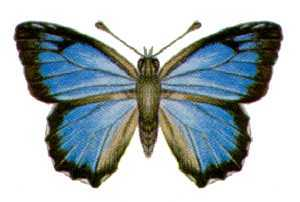
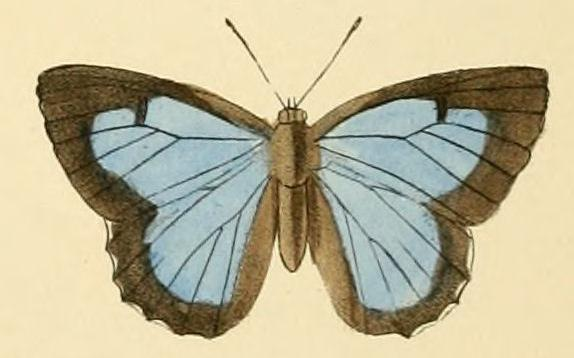